# ナンバー9ドリーム
『ナンバー9ドリーム』（なんばーナインどりーむ、原題: number9dream）は、2001年のデイヴィッド・ミッチェル著のドラマ小説。日本では2007年2月24日に、高吉一郎の邦訳で新潮クレスト・ブックス社より刊行されている。

## 登場人物
三宅詠爾（みやけ・えいじ）
主人公。本編中での語り及び一人称は「俺」。